# Sarona (Wisconsin)
Sarona es un pueblo ubicado en el condado de Washburn en el estado estadounidense de Wisconsin. En el Censo de 2010 tenía una población de 384 habitantes y una densidad poblacional de 4,44 personas por km².

## Geografía
Sarona se encuentra ubicado en las coordenadas 45°40′15″N 91°49′47″O / 45.67083, -91.82972. Según la Oficina del Censo de los Estados Unidos, Sarona tiene una superficie total de 86.5 km², de la cual 80.42 km² corresponden a tierra firme y (7.02%) 6.08 km² es agua.

## Demografía
Según el censo de 2010, había 384 personas residiendo en Sarona. La densidad de población era de 4,44 hab./km². De los 384 habitantes, Sarona estaba compuesto por el 98.96% blancos, el 0% eran afroamericanos, el 0.78% eran amerindios, el 0% eran asiáticos, el 0% eran isleños del Pacífico, el 0% eran de otras razas y el 0.26% pertenecían a dos o más razas. Del total de la población el 0.26% eran hispanos o latinos de cualquier raza.